# Brödraskapet
Brödraskapet (La Hermandad), acortado BSK, es una pandilla de prisión sueca que fue fundada el 27 de mayo de 1995 por los internos dentro de la prisión de máxima seguridad de Kumla (provincia de Örebro. De acuerdo con los criterios de la Unión Europea sobre el crimen organizado, la policía de Suecia considera la Hermandad como una organización criminal.

## Antecedentes
En 1993 se impusieron unas normas más estrictas en el sistema penitenciario sueco. Entre los cambios que se hicieron, se eliminó la libertad condicional.
Se aumentó el tiempo de condena y el número de reos. Una de las consecuencias fue el aumento de la peligrosidad en las cárceles, sobre todo en las de máxima seguridad, como las de Kumla, Hall y Tidaholm.

## La fundación de la hermandad
Algunos de los peores presos trataron de luchar contra el nuevo sistema, lo que condujo a más enfrentamientos entre los guardias de prisiones y los prisioneros. Un motín grave ocurrió en el verano de 1994 en la cárcel de Tidaholm, y algunas partes de ella ardieron hasta los cimientos. Algunos de los cabecillas del motín llegarían a ser miembros fundadores de la hermandad. La respuesta de las autoridades de la prisión a las acciones de los reclusos fueron un amplio uso de la incomunicación, traslados forzosos a otras cárceles de alta seguridad y retraso de la libertad condicional. A finales de 1994 y principios de 1995, un grupo de internos comenzó a organizarse dentro de la cárcel de alta seguridad de Kumla, y en la primavera de 1995 se fundó la hermandad, considerada la primera pandilla de prisión de Suecia.

## Danny Fitzpatrick
El fundador y dirigente de la organización fue Danny "The Hood" Fitzpatrick (nacido el 26 de febrero de 1953, asesinado el 18 de junio de 1998). Estaba cumpliendo una condena de ocho años por un robo a mano armada cometido en Estocolmo en 1992. También era sospechoso de haber asesinador a un oficial de policía en relación con otro robo a mano armada el mismo año en Högdalen, suburbio del sur de Estocolmo. La hermandad reclutó a algunos de los peores y más infames criminales en Suecia. Sus miembros fueron condenados por robos a mano armada, drogas, asesinato, intento de asesinato de policías, etc. Entre otras cosas, las reglas de la hermandad exigían que los miembros hubieran estado en una de las prisiones de máxima seguridad y que se negaran a participar en programas de rehabilitación y a hacerse las pruebas de orina para el control de drogas. También tenían que mostrar documentos de la corte para probar que no eran soplones. Las autoridades penitenciarias sometieron a los miembros de la banda a confinamiento solitario y después los trasladaron a otras prisiones en un esfuerzo por deshacer la organización; pero estas acciones fueron contraproducentes: la organización se extendió a otras prisiones. Se considera que durante 1996 y 1997 la hermandad se componía de unos 80 o 90 reclusos que tuvieron una fuerte influencia en los otros y en los carceleros. Según los registros de las autoridades policiales y penitenciarias, los miembros de la hermandad fueron muy activos en la delincuencia, sobre todo en cuanto al tráfico de drogas y a los crímenes violentos, dentro de las prisiones. Se cree que fue esta banda la responsable de una serie de asesinatos cometidos en las de Kumla y Tidaholm durante los años 90. Un miembro de la banda todavía está cumpliendo una sentencia de cadena perpetua por asesinar a otro recluso en la cárcel de Tidaholm en 1998. De acuerdo con la investigación de la policía, el asesinato fue en represalia por difamación del presidente de la hermandad.

## La Hermandad MC y la Hermandad Wolfpack
A finales del año 1995, el Club de Motocicletas Asa MC de Estocolmo se unió con miembros de la hermandad que habían sido liberados de la cárcel y fundaron por primera vez un capítulo de la hermandad fuera de la prisión. El capítulo aplicó la misma estructura organizativa como un MC de 1% y se ubicó en Länna, que queda en el sur de Estocolmo. La Hermandad MC chapter (BSK MC) se componía de unos 15 o 20 miembros y mantenía un alto perfil en los bajos fondos de Estocolmo desde 1995 hasta 1998. BSK MC también reclutó a gente que no había estado en prisión. Por lo tanto, miembros de la hermandad dentro de las prisiones de seguridad comenzaron a utilizar la adición "Wolfpack" ("Manada de lobos") para enfatizar la diferencia de estado entre los miembros. Desde 1996 hasta 1998, fueron detenidos y condenados varios miembros de Estocolmo por diversos delitos. como extorsión, posesión ilegal de armas de fuego y secuestro. Danny Fitzpatrick fue liberado de la prisión de Hall en enero de 1998. Durante la celebración de la salida, un desertor de la banda recibió un disparo en la pierna y otro hombre recibió un hachazo en la cabeza.

## La muerte del presidente
Danny Fitzpatrick fue muerto a tiros en su coche el 18 de junio de 1998 en Estocolmo. La razón nunca ha sido investigada a fondo. Dos hombres con vínculos con otra banda criminal fueron posteriormente condenados como cómplices. Poco después, la Hermandad MC capítulo se disolvió. 
Pero dentro de las prisiones, siguieron las actividades de la banda. Fue elegido un nuevo presidente, y durante el otoño de 1998 los nuevos capítulos se establecieron en el exterior (en Gotemburgo y en Västerås), pero esta vez sin el programa de MC. El nuevo presidente procedía del entorno de los cabezas rapadas, e introdujo a otros en el de la banda en Västerås. No había, sin embargo, agenda política en la organización. Varios de los miembros de la hermandad son de origen inmigrante, y el denominador común es el estilo de vida criminal. Pero el reinado del segundo presidente de la hermandad fue de corta duración. Fue encarcelado a finales de 1999, y dejó la banda en agosto del 2000. Su sucesor fue otro infame criminal que había sido miembro de la banda desde su fundación en 1995, y fue el presidente de la hermandad durante desde el 2000 hasta el 2002; después sería presidente del capítulo de Gotemburgo hasta el año 2006. La banda reclutó a muchos delincuentes conocidos de la zona de Gotemburgo durante los años 1999 y 2000 y tuvo una fuerte presencia en la costa occidental de Suecia. En la primavera de 2001, se produjo un conflicto dentro de la pandilla. Un miembro del capítulo de Västerås recién puesto en libertad condicional desapareció a principios del verano, y la policía supuso que lo habían matado. Durante una reunión en julio de 2001, el vicepresidente del capítulo de Gotemburgo y otros dos miembros fueron excluidos de la banda. El vicepresidente anterior y otro de los miembros desaparecieron a finales de agosto, y el primero fue encontrado muerto y enterrado en una cantera en la primavera de 2002. Otros diez, entre miembros y aspirantes, fueron excluidos del capítulo de Gotemburgo en septiembre de 2001, probablemente por haber elegido "el lado equivocado" en el conflicto.

## Expansión
En 2002, la hermandad amplió su organización fuera de la prisión y fundó nuevos capítulos en Helsingborg y Kristianstad, ciudades de Escania. También se formó una organización de apoyo llamada BSK Support (Apoyo de BSK). Se organizaron pandillas auxiliares en las ciudades de Gotemburgo, Västerås, Helsingborg, Kristianstad, Uddevalla y Katrineholm. También reclutaron a los miembros de la organización de apoyo dentro de las prisiones. La policía considera que en total eran unos 60 o 70 miembros en el 2002 y el 2003. Alrededor de dos tercios de los miembros de la banda estaban fuera de la cárcel en ese intervalo, lo que se consideró muy inusual. A finales de 2002, se fundó un capítulo nacional. Se cree que este capítulo toma decisiones en el ámbito correspondiente. Un miembro de Västerås fue elegido presidente nacional; otro de Helsingborg, vicepresidente nacional; y otro de Gotemburgo, sargento de armas. En 2003, la banda desplegó una gran actividad en Suecia en su costa occidental y en su parte meridional. En el 2004, la policía de Gotemburgo hizo una redada, y unos 20 miembros de la banda fueron condenados por casos relacionados con drogas, robo con agresión, secuestro, etc. En el otoño de 2004, sólo quedaban sueltos unos pocos integrantes del capítulo de Gotemburgo. Pero el efecto fue menor de lo esperado.
Las actividades delictivas de la banda en el exterior aminoraron por un tiempo, pero continuaron y se incrementaron los reclutamientos en las prisiones. La hermandad es, básicamente, una pandilla de prisión, y sus miembros se adaptan rápidamente a las nuevas circunstancias y se reorganizan en poco tiempo. En 2005, la hermandad tenía un conflicto con otra banda de delincuentes, y muchos actos de violencia fueron cometidos entre los dos grupos, en especial dentro de las prisiones. Durante este período, la Hermandad reforzó su influencia en el mundo carcelario, mientras que las actividades en el exterior aminoraron precisamente porque muchos de los dirigentes estaban en prisión. No obstante, la policía señaló que la banda todavía manejaba sus asuntos en Gotemburgo y en Uddevalla, como de costumbre.

## Conflictos internos
A finales de 2005, estalló dentro de la organización otro conflicto interno que resultó en la expulsión de la vicepresidencia nacional y en la disolución del capítulo de Helsingborg. En 2006, varios miembros de la banda fueron puestos en libertad, y las actividades delictivas volvieron a aumentar en la costa occidental y en el sur. Un conocido criminal perdió un ojo al ser asaltado y golpeado por dos miembros de la banda en Gotemburgo. A un miembro de la banda auxiliar BSK de Kristianstad le cortaron una oreja durante lo que se cree que fue una disputa interna. Durante ese año, varios miembros fueron condenados por una serie de delitos como extorsión, robo y robo con agresión. Un miembro de la hermandad de Kristianstad fue muerto de un disparo en un auto en la ciudad de Malmö. La investigación mostró que podía haber sido un disparo accidental, y un conocido de la miembro de la hermandad fue condenado a una pena de prisión menor. De acuerdo con un protocolo de la reunión anual de la hermandad celebrada en septiembre del 2006, se tomó la decisión de suprimir los títulos de presidente, vicepresidente y demás, de manera que hoy en día se desconoce la estructura de mando de la banda.